# Cyril Viudes

Cyril Viudes (født 6. februar 1982) er en fransk tidligere håndboldspiller, der blandt andre spillede i KIF Kolding København i den danske Boxer Herreliga.
I 2014 vandt han både den danske liga og danske pokalturnering, og året efter vandt han igen det danske mesterskab med KIF Kolding København.

## Eksterne kilder og henvisninger
- Spillerprofil - KIF Arkiveret 17. juni 2015 hos  Wayback Machine
- Hbold - Cyril Viudes (Webside ikke længere tilgængelig)